# Stożkówka mączysta
Stożkówka mączysta (Conocybe farinacea Watling) – gatunek grzybów z rodziny gnojankowatych (Bolbitiaceae).

## Systematyka i nazewnictwo
Pozycja w klasyfikacji według Index Fungorum: Conocybe, Bolbitiaceae, Agaricales, Agaricomycetidae, Agaricomycetes, Agaricomycotina, Basidiomycota, Fungi.
Po raz pierwszy opisał ją w 1964 roku Roy Watling na odchodach konia. Nazwę polską podaje internetowy atlas grzybów. Epitet gatunkowy jest tłumaczeniem nazwy naukowej (łac. farina – mąka).

## Morfologia
Kapelusz
O średnicy 18–27 mm, wysokości 10–20 mm, stożkowato-dzwonkowaty do półkulistego. Początkowo owłosiony, potem nagi, w środku gładki lub lekko pomarszczony. Jest higrofaniczny; w stanie wilgotnym w środku rdzawobrązowy, ku brzegowi jaśniejszy, pomarańczowobrązowy, półprzezroczyście prążkowany do 3/4 promienia, po wyschnięciu blaknie do jasno pomarańczowobrązowego lub lekko szaropomarańczowego.
Blaszki
L = 28–33, l = 1–3, dość gęste, wycięte, segmentopodobne, początkowo żółtobrązowe, potem pomarańczowobrązowe. Ostrza nieco jaśniejsze i strzępiaste.
Trzon
Wysokość 35–78 mm, grubość 2–4 mm, cylindryczny, u nasady lekko pogrubiony do półbulwiastego, do 7 mm grubości, nieukorzeniający się. Powierzchnia jasnopomarańczowa, początkowo owłosiony, lekko wzdłużnie prążkowana, później naga.
Miąższ
O podobnej barwie jak powierzchnia. Zapach słaby i niecharakterystyczny, ale po zmiażdżeniu lub przecięciu mączny. Smak silnie mączny.
Cechy mikroskopowe
Zarodniki 12–17 × 7–10,5 μm, Q = 1,6–1,9, w widoku z przodu niespłaszczone lub słabo spłaszczone, elipsoidalno-podłużne do jajowato-podłużnych, w widoku z boku elipsoidalno-podłużne. Pory rostkowe na wierzchołku, duże, o szerokości 1,8–2,5 µm. Podstawki 20–29 × 12–14 μm, maczugowate, 4-sterygmowe. Brzeg blaszki sterylny. Cheilocystydy 18–25 × 6–10 μm, w kształcie kręgli, z elipsoidalną lub maczugowatą częścią podstawną, umiarkowanie długą szyjką (2,5–4,5 × 1,5–2 µm) i małą główką. Pileocystydy rzadkie, głównie nitkowate, o długości do 60 μm i średnicy 2,5–4,0 μm, często skręcone, bezbarwne lub z żółtą zawartością; sporadycznie z kilkoma główkowatymi cystydami, ok. 23 × 4,5 μm z szyjką p szerokośći 2,0 μm i główką 4,5 μm. Kaulocystydy nie mal kuliste i elipsoidalne, często w łańcuchach, 7–14 × 5–11 μm wymieszane z elementami maczugowatymi i butelkowatymi, 16–33 × 4,5–11 μm i rozproszonymi, cylindrycznymi włoskami 18–160 × 2–5,5 μm. Cystyd brak lub bardzo rzadkie. Skórka kapelusza zbudowana z komórek maczugowatych i kulistych, 20-47 × 10–20 μm często z jasnobrązową szypułką, przemieszanymi z rozproszonymi cystydami. Brak sprzążek.
Gatunki podobne
Na pierwszy rzut oka stożkówkę mączystą można pomylić z częściej występującą na odchodach stożkówką owłosioną (Conocybe pubescens). Ten drugi gatunek różni się brakiem mącznego zapachu oraz większymi zarodnikami i częstym występowaniem
kaulocystyd w kształcie kręgli.

## Występowanie i siedlisko
Podano stanowiska stożkówki mączystej głównie w Europie, poza nią w jednym miejscu w Azji. Brak go w opracowanej w 2003 roku przez Władysława Wojewodę „Krytycznej liście wielkoowocnikowych grzybów podstawkowych Polski”, ale podano jego stanowiska w późniejszych latach. W internetowym atlasie grzybów znajduje się na liście gatunków zagrożonych i wartych objęcia ochroną.
Saprotrof, grzyb koprofilny rozwijający się na odchodach koni.